# Albert Gallatin

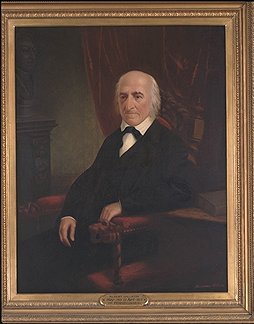
Albert Gallatin.

Abraham Alfonse Albert Gallatin (Ginebra, Suiza, 29 de enero de 1761-Astoria, Nueva York, 12 de agosto de 1849) fue un etnólogo, lingüista, político, diplomático y secretario del Tesoro de los Estados Unidos.

## Juventud

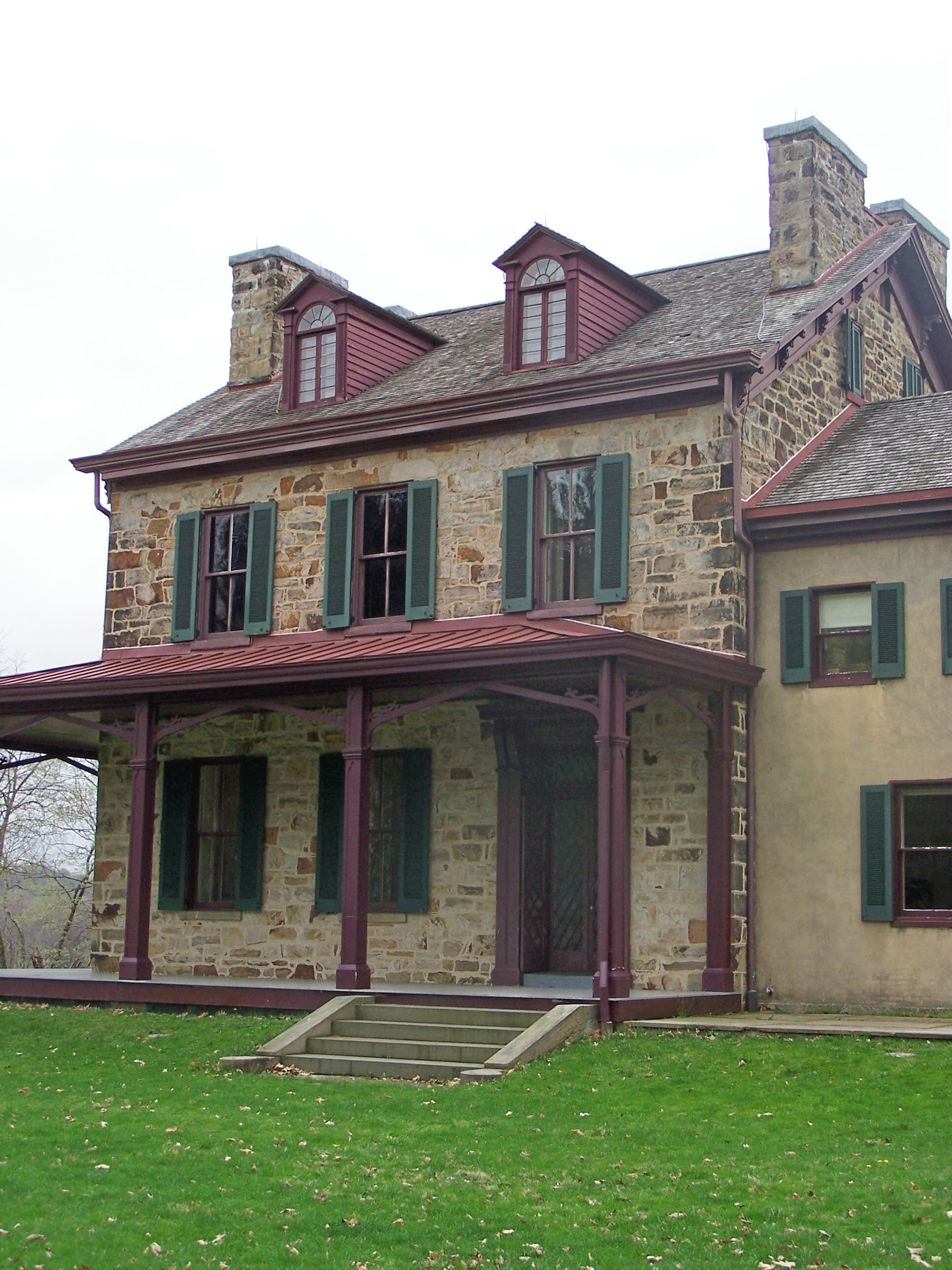
Casa de Albert Gallatin.

Albert Gallatin nació en Ginebra, Suiza. Pertenecía a una familia acomodada que emigró a Massachusetts en 1780. Por un breve periodo, se dedicó a los negocios, y durante menos tiempo aún enseñó francés en la Universidad de Harvard. Finalmente compró tierras en el condado de Fayette, Pensilvania a donde se mudaría en 1784. (Su terreno era parte de Virginia cuando lo compró, pero pasó a ser parte de Pensilvania poco después). El Sitio Histórico Nacional Colina de la Amistad, su casa, con vistas al Río Monongahela, es conservada por el Servicio Nacional de Parques.

## Carrera política
Casi inmediatamente, Gallatin empezó a ser un político activo en Pensilvania; fue miembro de la convención constitucional de ese estado en 1789, y fue elegido miembro del congreso estatal en 1790. Ganó un puesto como senador en 1793. No obstante, fue inhabilitado, por la insuficiente duración de su ciudadanía estadounidense, después de haber jurado ya su cargo. Entraría en la Cámara de Representantes en 1795, donde trabajaría de la 4.ª a la 6.ª legislatura, llegando a ser representante de la mayoría en la cámara. Fue un importante líder del Partido Demócrata Republicano, y su portavoz en asuntos financieros. Era contrario al programa de Alexander Hamilton, aunque cuando llegaría al poder mantendría sus aspectos más importantes.
Como dirigente del partido, Gallatin puso entre la espada y la pared al Secretario del Tesoro Oliver Wolcott Jr. para que mantuviera la responsabilidad fiscal. También colaboró con la Casa del Comité de Finanzas y a menudo desarrolló retenciones de capital a través de la Casa como método para anular acciones ejecutivas a las que se opusiera. Entre estas estaba la guerra no oficial contra Francia, de la que era un gran enemigo. Sus medidas para retener las apropiaciones navales durante este periodo provocaron una gran animadversión contra él por parte de los federalistas, quienes lo acusaron de ser un espía francés. Esta era la opinión también de Thomas Jefferson, a quien las actas de Sedición y el de Extranjeros, hicieron empezar a controlar a Gallatin.

## Secretario del Tesoro

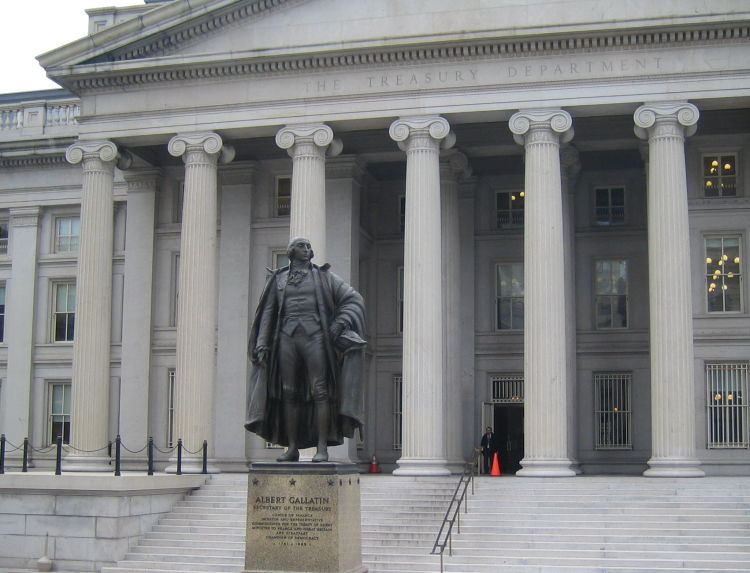
Gallatin es honrado con una estatua delante del edificio del Departamento del Tesoro en Washington D. C.

Cuando Jefferson fue elegido presidente, Gallatin fue designado Secretario del Tesoro. Gallatin ocupó el cargo durante trece años, el periodo más largo de la historia. Gracias a su eficaz gestión se pudo realizar la compra de Luisiana sin incrementar los impuestos. Igualmente, tuvo un destacado papel en la campaña de exploración de Meriwether Lewis y William Clark en la zona oeste de Norteamérica (1804-1806).
En 1812 los Estados Unidos no estaban preparados para afrontar los costes económicos de una guerra, debido, entre otros motivos a la desaparición del Banco de los Estados Unidos el año anterior, a pesar de las objeciones presentadas por Gallatin.

## Reconocimientos
Una de las tres fuentes del río Misuri lleva su nombre, río Gallatin, que discurre entre Wyoming y Montana.
| Predecesor: Samuel Dexter | Secretario del Tesoro de los Estados Unidos 1801-1814 | Sucesor: George W. Campbell |